# Bohumil Vejvoda
Bohumil Vejvoda (24. října 1881 Zbraslav – 1. dubna 1943 Věznice Plötzensee) byl československý legionář, kapelník, hudební pedagog, skladatel a odbojář z období druhé světové války popravený nacisty.

## Život

### Před první světovou válkou
Bohumil Vejvoda se narodil 24. října 1881 na dnes pražské Zbraslavi. Hudbě se naučil od svého otce. V roce 1900 dobrovolně nastoupil k hudbě c. a k. pěšího pluku 24, který sídlil ve Lvově, později ve Stanislavově, a kde sloužil jako houslista. V roce 1905 odešel do zálohy a vrátil se na Zbraslav, kde působil jako učitel hudby a kapelník.

### První světová válka
Po vypuknutí první světové války byl Bohumil Vejvoda opět mobilizován a odeslán na ruskou frontu, kde dosáhl hodnosti desátníka, a kde v listopadu 1915 u Dubna padl do zajetí. V červenci 1916 vstoupil do Československých legií, kde se v roce 1917 stal opět vojenským kapelníkem. Absolvoval sibiřskou anabázi a do Československa se vrátil v roce 1920 v hodnosti praporčíka.

### Mezi světovými válkami
Po návratu do Československa pokračoval Bohumil Vejvoda ve vojenské službě na postu kapelníka a to v Litoměřicích. Službu ukončil v roce 1925, kdy se opět vrátil na Zbraslav. Byl zde hybatelem hudebního dění, opět vyučoval hudbu, založil dechový orchestr a skládal menší hudební skladby. Vedl místní organizaci Národní gardy, byl členem skauta.

### Druhá světová válka
Po německé okupaci v březnu 1939 vstoupil do protinacistického odboje a stal se velitelem odbojové skupiny. Ta mimo jiné ukrývala zbraně původně náležející rozpuštěné Národní gardě. Za tuto činnost byl v roce 1942 zatčen gestapem, 16. prosince 1942 byl lidovým soudem odsouzen k trestu smrti a 1. dubna 1943 popraven gilotinou v berlínské věznici Plötzensee.

## Rodina
Bohumil Vejvoda byl strýcem hudebního skladatele Jaromíra Vejvody.

## Posmrtná ocenění
Bohumil Vejvoda obdržel in memoriam Československý válečný kříž 1939